# كلب سلوقي
السلوقي هو نوع من كلاب الصيد، موطنه الجزيرة العربية منذ آلاف السنين. أصبح جزءا من التراث العربي، ويشكل عنصرا مهماً في الحياة البيئية في معظم دول الوطن العربي. لا علاقة لهذا الكلب بالكلب السلوغي المغربي (بالإنجليزية: Sloughi) الذي يتواجد ببراري الطوارق على الرغم من أن السلالتين متشابهتان نوعا ما. يعتبر السلوقي من أسرع الحيوانات ذات الأربع قوائم بعد الفهد الصياد، حيث تصل سرعته إلى 80 كم تقريبا، وهو أطول نفساً من الفهد إذ أنه يجري لمسافات طويلة دون تعب، ويتحمل مشقة المطاردة في مختلف الظروف، يساعده على ذلك احتفاظه بالسوائل في جسمه لأنه لا يفقدها عن طريق العرق (لأن جلود الكلاب خالية من المسام الجلدية إلا القليل) الذي يتبخر عن طريق اللسان وذلك سر لهاثه الدائم في التعب والراحة.

## التسمية
أصل اسم السلالة غير واضح. وقد أطلق على السلوقي أيضًا اسم كلب الغزلان، والصياد العربي. أحد الأصول المقترحة لاسم السلالة هو الكَلمة السومرية القديمة "salu-ki" التي تُتَرجم إلى «الأرض الغاطسة». ومع ذلك، لا يوجد دليل على وجود سلالة في ذلك الوقت أو الإشارة إليها من قبل السومريين بهذا الاسم، كما أنه ليس من المؤكد ما قد تعنيه كَلمة «الغطس [في] الأرض» في علاقتها بالإشارة إلى الكلاب، فهي توحي بالحفر بحثًا عن حيوانات مختبئة، ولكنْ هنا أيضًا توجَد قصص عن كلاب يتم أطلاقها باتجاه حيوانات المحاجر من قبل صيادين يَمتَطون ظهور الجمال.

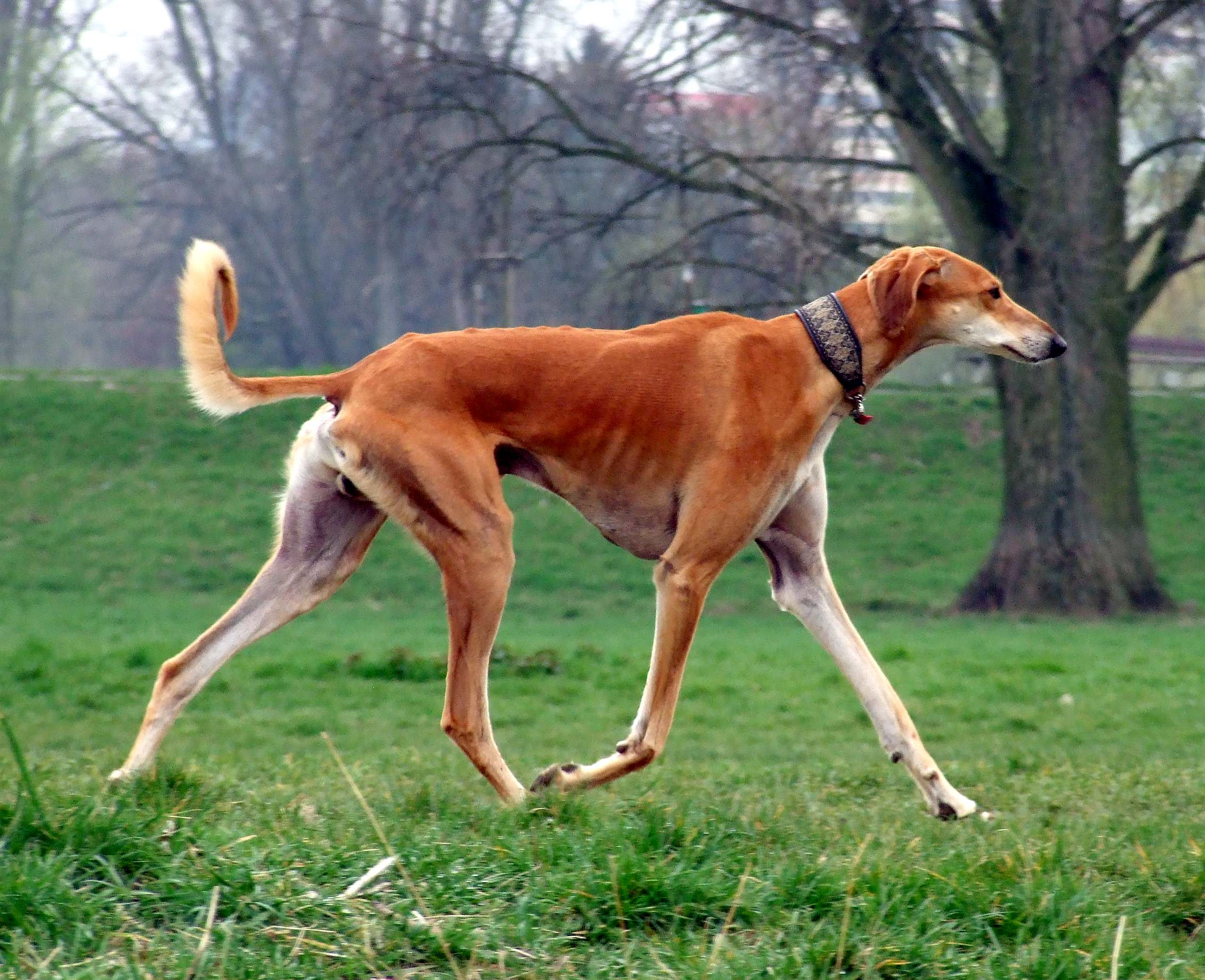
ذكر سلوقي أحمر يبلغ من العمر خمس سنوات.

يمكن اشتقاق الاسم المستخدم للسلالة الحديثة من «السلوقية» («سلوقية»، وهي مدينة الآن في العراق)، وذكرت في الشعر العربي قبل الإسلام.: 56 وقد كتب الدبلوماسي البريطاني تيرينس كلارك أن الكلمة العربية سلوقي تشير إلى «شخص أو شيء من مكان اسمه سلوق». وتذكر بعض المراجع العربية أن سلوق كانت بلدة قديمة في اليمن ليست بعيدة عن تعز الحديثة، ويربط العرب هذه المدينة بأصل السلالة. ومع ذلك، قد تكون كلمة سلوقي مشتقة من الإشارة إلى عدة أماكن أخرى، سلوق في أرمينيا، وثلاث مدن تسمى السلوقية: واحدة أصبحت حديثاً سليقية، بتركيا، وأخرى بالقرب من أنطاكية، بتركيا كذلك؛ والثالثة تَقع بالقرب من بغداد، بالعراق. طغت بغداد على مدينة طيسفون، عاصمة الإمبراطورية الفارسية، التي كانت تقع على بعد حوالي 30 كم إلى الجنوب الشرقي. وكانت طيسفون قَد طغت بنفسها على سلوقية أول عاصمة للإمبراطورية السلوقية (312 ق.م - 65 م).

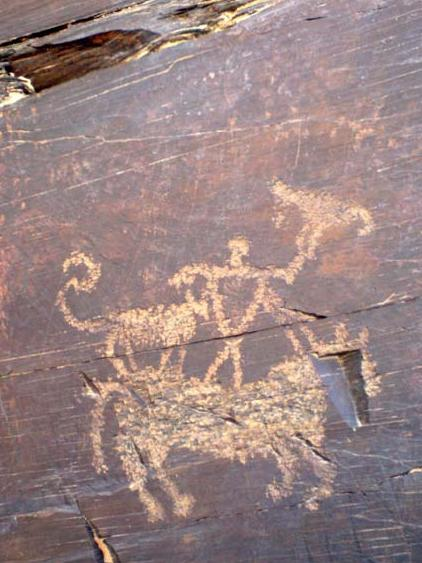
بتروجليف في جولبايجان ، أصفهان ، إيران. يصور صيادًا على ظهور خيل مع صقر وكلب يشبه السلوقي. 10000-12000 قبل الميلاد.

بغض النظر، فإن صفة السلوقي قد اشتقها عرب شبه الجزيرة العربية من الكلمة التي تشبه الكلمة السلوقية المستخدمة في اللغات الآرامية والسريانية التي تتحدث بها شعوب مختلفة في ذلك الجزء من بلاد ما بين النهرين، ولكن لا يوجد على ذلك دليل قاطع.

## الوصف
الكلب السلوقي هو كلب بصري - أي يعتمد على حاسة البصر في تتبع ومطاردة الفريسة بدلا من حاسة الشم- يبلغ طوله حوالي 23-28 بوصة (58-71 سم) من القدم وحتى الغارب ووزنه ما بين 35-65 رطلاً (16-29 كجم). إناث كلب السلوقي أصغر في الحجم من الذكور. عنقه طويل ونحيل ويملك عيون كبيرة وآذان طويلة وعريضة وذيل طويل ومنحني 

## السرعة والقدرة البدنية
يعتبر الكلب السلوقي أسرع سلالات الكلاب في الجري لمسافة حتى 800 متر (2600 قدم) وربما لمسافات أطول. في عام 1996 أدرج كتاب غينيس للأرقام القياسية الكلب السلوقي على أنه أسرع كلب، قادر على الوصول إلى سرعة 68.8 كم / ساعة (42.8 ميل في الساعة). ونظرًا لأقدامها المبطنة بكثافة فإن هذا يساعدها على امتصاص التأثير الواقع على جسمها اثناء الجري، كما يتمتع الكلب السلوقي بقدرة تحمّل ملحوظة عند الجري.
تاريخيا، استُخدمت أسلاف سلالة الكلب السلوقي الحديثة في الصيد من قبل القبائل البدوية. كانت الطرائد الشائعة هي الغزلان والأرانب والثعالب وابن آوى. أثناء صيد الأرانب البرية، كان الصيادون البدو يركبون أحيانًا على الجمال ويحملون الكلب بايديهم، والذي يتم إلقاؤه نحو الفريسة أثناء جري الجمل من أجل منح الكلب السرعة والأفضلية لبداية الجري. كما استخدم صيادو الغزال الصقور أو الباز لمهاجمة رأس الفريسة حتى تتمكن الكلاب بعد ذلك من طرح الفريسة ارضا وتثبيتها.

## التاريخ

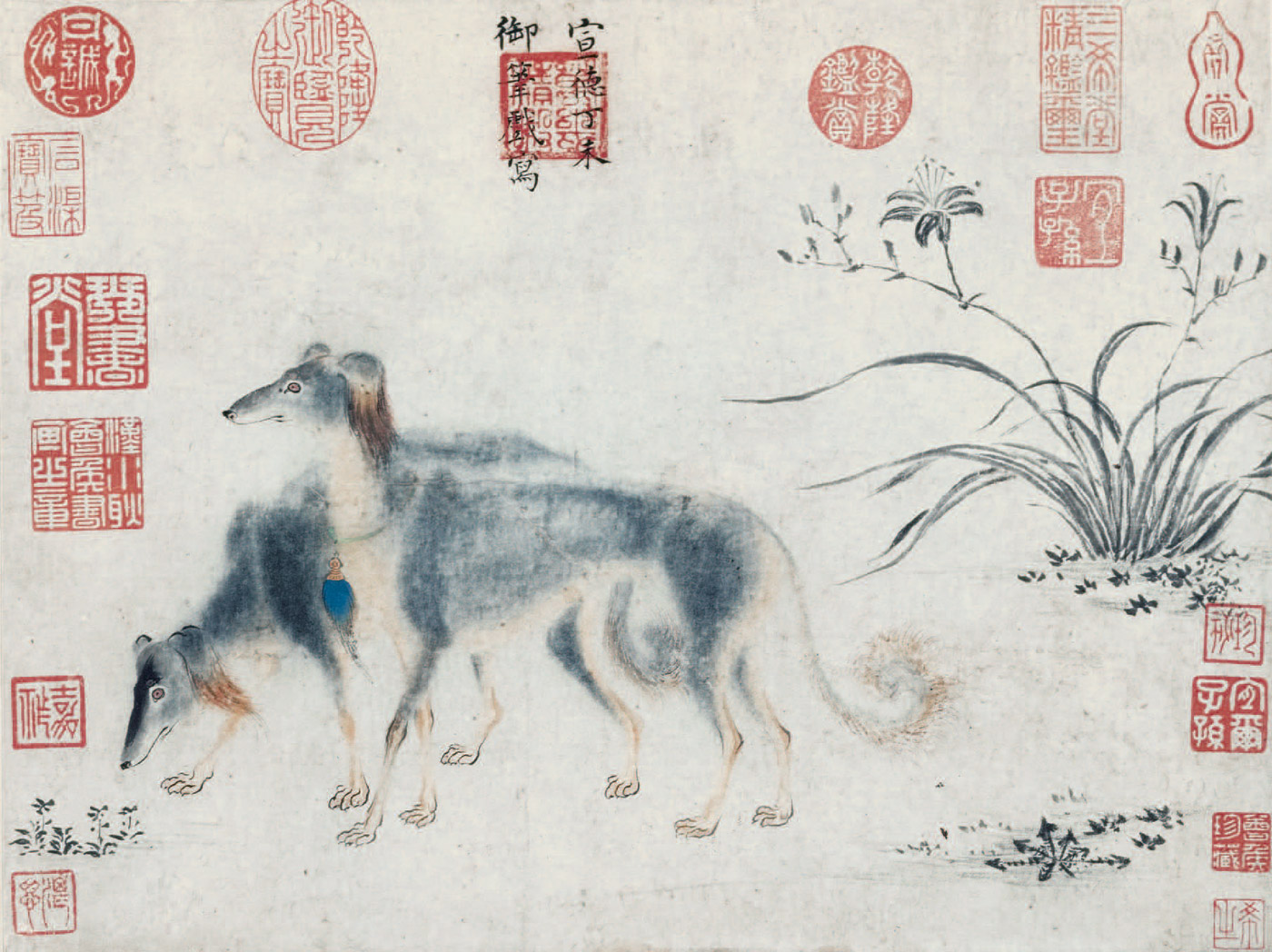
لوحة لاثنان من كلاب السلوقي رسمها الإمبراطور الصيني تشو زانجي (1398-1435).

تاريخيا كانت منطقة الهلال الخصيب هي الموائل الأولى للكلب السلوقي حيث نشأت الزراعة. عُثر على لوحات رُسمت على قطع الفخار لكلاب تجري ولها أجساد طويلة ونحيلة في مدينة شوشان جنوب غرب إيران يعود تاريخها إلى 6000 عام  بالرغم من أن الصور كانت تُظهر آذان منتصبة ومدببة الأطراف. أما الكلاب الشبيهه بالسلوقي فوجدت على المنحوتات الجدارية للإمبراطورية السومرية (العراق الآن)، والتي يعود تاريخها إلى ما بين 6000 إلى 7000 قبل الميلاد.
عُثر أيضا على بقايا هياكل عظمية قديمة لكلب تم تحديده على أنه السلوقي نتيجة لعمليات التنقيب في تل براك في سوريا، يعود تاريخها إلى ما يقرب من 4000 عام قبل اليوم. كما عُثرعلى صور لكلاب شبيهه بالسلوقي والكلاب السلوقية الرمادية (Greyhound) بشكل متزايد على المقابر المصرية في عصر المملكة الوسطى (2134 قبل الميلاد - 1785 م). على أي حال لم تظهر الكلاب الشبيهه بالسلوقي في الفن المصري القديم إلا في عصر الأسرة الثامنة عشرة في مصر،  والتي حلت مكان كلاب الصيد المسماة تيسيم. وهو النوع الذي انتشر لاحقا جنوبًا باتجاه السودان.